# Libellula needhami

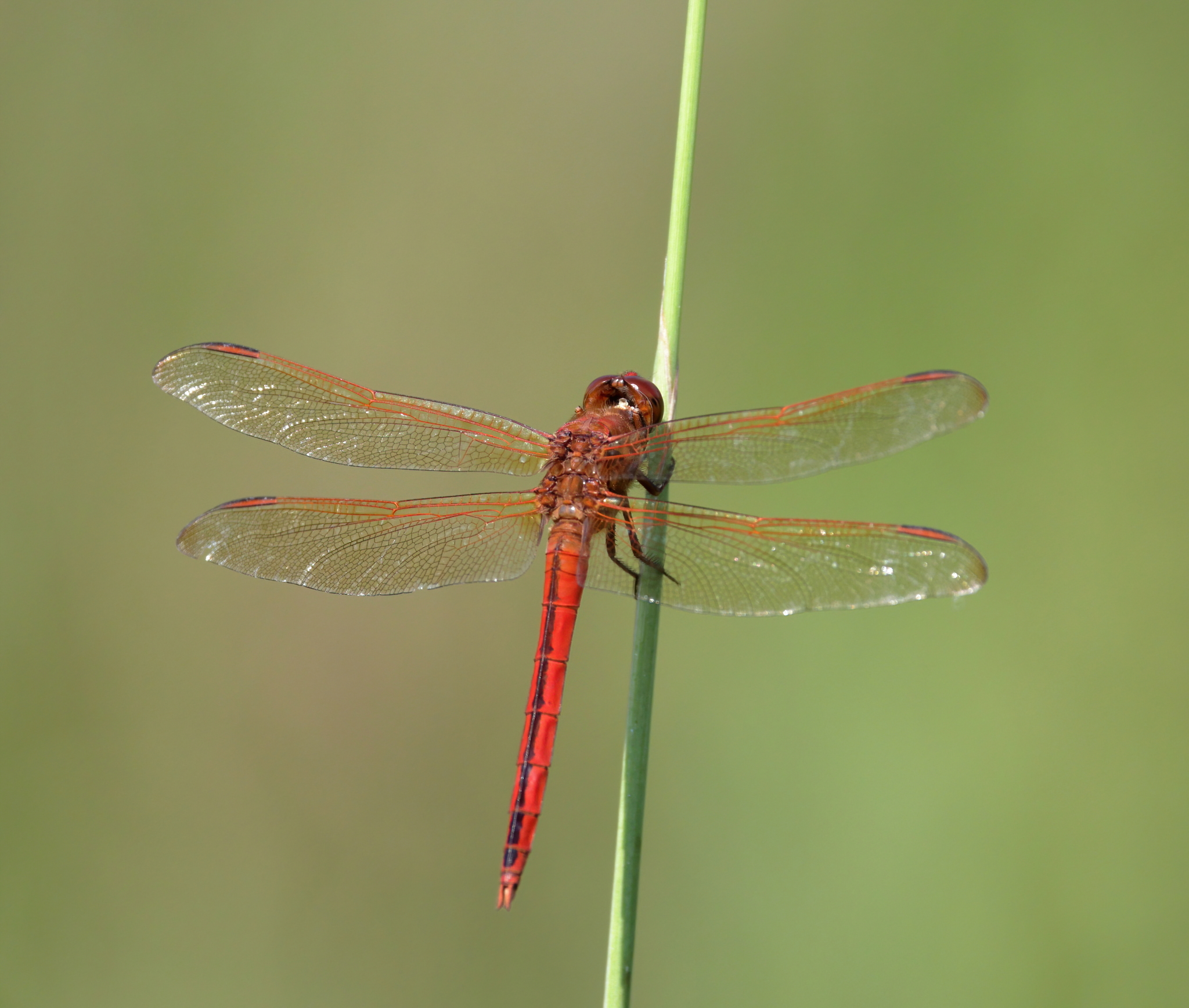
Libellula needhami, Männchen in Rotfärbung (Juli 2021)

Libellula needhami ist eine Libellen-Art der Gattung Libellula aus der Unterfamilie Libellulinae. Ihr Verbreitungsgebiet erstreckt sich in den Ebenen der Golfküste der USA. Der wissenschaftliche Name ehrt den US-amerikanischen Entomologen James George Needham (1868–1957).

## Merkmale

### Bau der Imago
Das Tier erreicht eine Länge von 45 bis 57 Millimetern, wobei 32 bis 39 Millimeter davon auf das Abdomen entfallen. 
Junge L. needhami sowie Weibchen sind sowohl im Gesicht, am Thorax sowie am Abdomen gelblich braun. Die Männchen färben sich mit dem Alter bis auf an den Thoraxseiten in ein knalliges rot. Auf dem Abdomen befindet sich mittig ein dunkler Strich. Die Beine sind gänzlich braun. Die Hinterflügel erreichen eine Länge von 35 bis 45 Millimeter. Beide Flügelpaare haben eine bernsteinfarbene oder orange Fronthälfte. Das Pterostigma ist gelborange und die Flügeladerung ist bis auf die Costa schwarz. Die Costa wird nach dem Nodus zum Pterostigma hin heller.

### Bau der Larve
Die Larven besitzen zentral im Gesicht sitzende Augen und haben ein langes, sich zum Ende hin verjüngendes Abdomen. Der Rand des unpaaren Vorderteils des Labium, das sogenannte Prämentum ist glatt.